# Sorex alaskanus
Sorex alaskanus е вид бозайник от семейство Земеровкови (Soricidae).

## Разпространение
Видът е разпространен в САЩ (Аляска).